# Gitanas Nausėda
Gitanas Nausėda (n. 19 mai 1964, Klaipėda, RSS Lituaniană, URSS) este un economist, politician și bancher lituanian, care ocupă actualmente funcția de președinte al Lituaniei. Anterior, el a fost directorul pentru politică monetară la Banca Lituaniei din 1996 până în 2000 și economist-șef al președintelui SEB bankas din 2008 până în 2018.

## Tinerețe și educație
Tatăl său, Antanas Nausėda (1929–), este inginer. Mama sa, Stasė Nausėdienė (1932-2014), a fost profesoară de fizică și matematică în satul Lazdininkai. Sora sa, Vilija (născută în 1959), este economistă.
Din 1982 până în 1987 a studiat la Universitatea din Vilnius, Facultatea de Economie Industrială, și din 1987 până în 1989 la Facultatea de Economie. Din 1990 până în 1992 a efectuat un stagiu de practică la Universitatea din Mannheim din Germania cu o bursă DAAD. Și-a susținut teza de doctorat „Politica veniturilor sub inflație și stagiație” în 1993. Din 2009 este profesor asociat la Școala de Afaceri a Universității din Vilnius.

## Carieră profesională și politică
După ce și-a terminat studiile, din 1992 până în 1993 a lucrat pentru Institutul de cercetare pentru economie și privatizare. Din 1993 până în 1994 a lucrat pentru Consiliul Concurenței din Lituania ca șef al Departamentului Piețelor Financiare. Din 1994 până în 2000 a lucrat la Banca Lituaniei, inițial în departamentul care reglementează băncile comerciale și mai târziu ca director al Departamentului de Politică Monetară. Din 2000 până în 2008 a fost economist-șef și consilier al președintelui AB Vilniaus Bankas. Din 2008 până în 2018 a fost analist financiar, precum și consilier șef și mai târziu economist șef pentru președintele SEB bankas.
În 2004, a susținut campania electorală a fostului președinte lituanian Valdas Adamkus.

## Președinție
Pe 17 septembrie 2018, Nausėda și-a anunțat candidatura pentru alegerile prezidențiale lituaniene din 2019, pe care le-a câștigat în turul al doilea din 26 mai 2019. El a fost inaugurat oficial pe 12 iulie. Nausėda a prezentat candidatura prim-ministrului interimar Saulius Skvernelis pentru funcția deplină pe 18 iulie. După a petrecut o lună în funcție, Nausėda era considerat cel mai de încredere politician din Lituania, potrivit sondajelor efectuate de LRT.

### Politică externă

#### Belarus
În aprilie 2020, președintele Nausėda și președintele Belarusului Alexander Lukașenko au avut prima conversație în persoană în ultimii 10 ani. În urma represiunii guvernului Lukașenko împotriva protestatarilor după alegerile prezidențiale din Belarus din 2020 (care au fost considerate pe scară largă drept nedrepte și neloiale) și protestele care au urmat, candidata opoziției din Belarus, Svetlana Tihanovskaia, a fugit în Lituania. Conducerea lui Nausėda în timpul crizei a fost remarcată pentru a fi una care a determinat rolul Lituaniei în rândul națiunilor Uniunii Europene. Pe 12 august, el a ordonat ca Lituania să își deschidă frontierele către toți bielorușii în scopuri umanitare. În aceeași zi a prezentat și un plan privind soluționarea crizei, fiind susținut de Letonia și Polonia, plan care consta din trei puncte care includeau o cerere pentru crearea unui consiliu național din partea Guvernului din Belarus și a societății civile. Într-un interviu acordat Sky News pe 13 august, el a declarat că Lukașenko „nu mai este liderul legitim”.
Nausėda a criticat siguranța centralei nucleare Astravets din Belarus. În mai 2020, în timpul unei conferințe cu premierul armean Nikol Pashinyan, el a cerut Armeniei să împărtășească cu Belarus experiența sa cu Centrala Nucleară Armeană cu privire la îngrijorările legate de Centrala Nucleară Astravets.

#### Polonia
Nausėda a depus eforturi multiple pentru a se angaja în relații mai bune cu Polonia, fiind văzut ca un aliat personal al conducerii poloneze. Pe 16 iulie, la patru zile de la inaugurare, el a vizitat Varșovia pentru a se întâlni cu președintele Andrzej Duda în prima sa vizită în străinătate ca președinte. În timpul vizitei, i-a fost cerut să stabilească o relație mai personală cu țara. De asemenea, el a respins orice încercare a liderilor Uniunii Europene de a sancționa Polonia pentru acțiunile sale relativ la Curtea Supremă a Poloniei și cu restul sistemului judiciar al țării. Pe 22 noiembrie, Nausėda și Duda, precum și Prima Doamnă a Poloniei Agata Kornhauser-Duda au participat la înmormântarea de stat a comandanților și a participanților la răscoala 1863–1864 împotriva stăpânirii țariste la Vilnius. În timpul vizitei sale la Vilnius, Duda a evidențiat importanța unității națiunilor din Europa Centrală pentru independența lor. În ianuarie 2020, Nausėda i s-a alăturat lui Duda pentru a se retrage de la al V-lea Forum Mondial al Holocaustului, care a criticat evenimentul pentru că i-a acordat un slot președintelui rus Putin, în urma criticii lui Putin asupra istoriei Poloniei în al Doilea Război Mondial, angajându-se într-o campanie revizionistă istorică.

#### Rusia
În timpul unei întâlniri la Berlin cu cancelarul german Angela Merkel în august, Nausėda i-a cerut să mențină sancțiuni împotriva Rusiei. Într-un interviu acordat LRT pe 14 august, el a reiterat pozițiile din trecut că o posibilă întâlnire cu președintele rus Vladimir Putin ar fi „inutilă” din cauza faptului că Lituania vede „adevăratul pericol” și „riscurile” de a fi la granița cu Rusia.

#### Ucraina
În noiembrie 2019, el a făcut referire la formula Steinmeier sugerată de președintele ucrainean Volodîmăr Zelenski ca soluție la războiul ruso-ucrainean ca fiind „mai profitabilă pentru Rusia decât pentru Ucraina”.

## Viață personală
În 1990, Nausėda s-a căsătorit cu Diana Nausėdienė. Împreună au două fiice. Pe lângă limba nativă, lituaniana, Gitanas Nausėda vorbește engleză, germană și rusă. Din 1997 colecționează cărți antice.